# Chantal Strand
Chantal Strand, född 15 oktober 1987 i Vancouver i British Columbia, är en kanadensisk röst- och scenskådespelerska och före detta stuntkvinna, som är känd för att ha röstroller inom animering, anime och dator- och videospel. Hon har bland annat gjort rösten till de yngre flickkaraktärerna i filmerna om leksaksdockan Barbie (2001–2009) och Cassie i Dragon Tales. Hon har också spelat rollen som Tammy i Air Bud – Fotbollsfarsan, Air Bud – Hunden som klarar allt och Air Bud slår tillbaka, samt Sarahs syster i TV-filmen Life-Size.